# Sainte-Gemmes-sur-Loire
Sainte-Gemmes-sur-Loire é uma comuna francesa na região administrativa da Pays de la Loire, no departamento de Maine-et-Loire. Estende-se por uma área de 14,83 km². Em 2010 a comuna tinha 3 649 habitantes (densidade: 246,1 hab./km²).